# نيلسون كين
نيلسون كين (بالإنجليزية: Nelson Keene)‏ هو مغني بريطاني، ولد في 1942 في فارنبوروغ في المملكة المتحدة.